# Sentinelle des Rangiers
Pour les articles homonymes, voir Fritz.
La Sentinelle des Rangiers, surnommée « le Fritz », est une sculpture réalisée par Charles L'Eplattenier et érigée le 31 août 1924 à quelques centaines de mètres en contrebas du col des Rangiers. Elle a pour vocation de commémorer le dixième anniversaire de la mobilisation de l'armée suisse durant la Première Guerre mondiale. Durant la Question jurassienne, elle devient la cible d'attaques répétées des séparatistes jurassiens, qui finissent par provoquer sa destruction.
De nos jours, les vestiges sont visibles au musée CRAC, situé à La Caquerelle.

## Localisation
La statue était érigée à la jonction des routes reliant le col des Rangiers à La Caquerelle, en Ajoie, dans le district de Porrentruy (47° 23′ 05″ N, 7° 12′ 23″ E). Elle se situait sur le territoire de l’ancienne commune d’Asuel, aujourd’hui rattachée à La Baroche, autrefois dans le canton de Berne et désormais intégrée au canton du Jura.
De nos jours, les vestiges sont exposés au musée CRAC, situé à La Caquerelle, dans la commune de La Baroche (47° 22′ 42″ N, 7° 12′ 40″ E).

## Nom
La statue doit son nom à sa représentation de la garde frontalière de l'armée suisse durant la Première Guerre mondiale : un fantassin tenant son fusil à baïonnette au canon, tourné vers les belligérants.

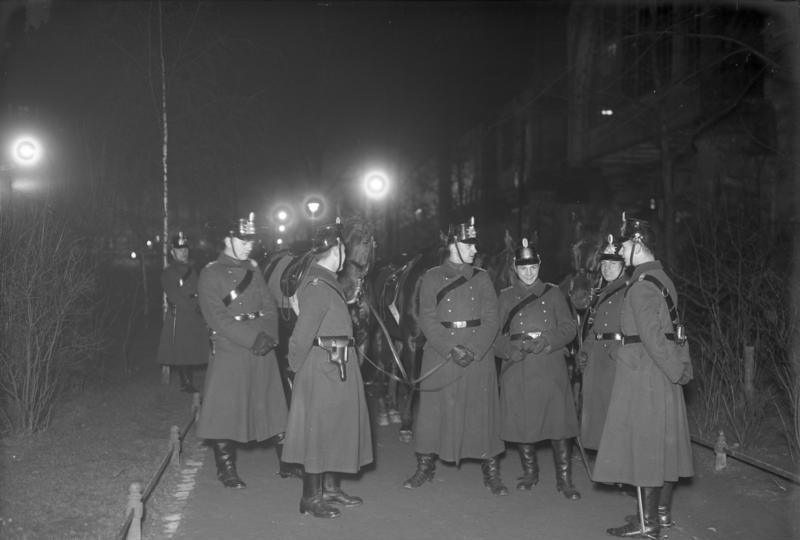
Les Schupos allemands dans les années 1930.

Le schako qu'elle arbore lui donne l'apparence d'un soldat prussien, ce qui lui vaut le surnom du « Fritz ». Bien que son uniforme soit fidèlement reproduit d’après la tenue réglementaire suisse, il rappelle également celles des unités de maintien de l’ordre allemandes.
Selon une autre interprétation, ce surnom pourrait être davantage lié à Fritz Kempf (ou Kämpf) (?-1952), supposé avoir servi de modèle pour la sculpture.

## Histoire
L'idée d'ériger un monument historique au col des Rangiers remonte au début du XXe siècle. Le 26 août 1912, la Société jurassienne de développement constitue une commission en vue de la création de ce monument aux Rangiers.

### Première guerre mondiale
De l'automne 1914 au 11 novembre 1918, lors de la Première guerre mondiale, le front se stabilise, s'étendant de la mer du Nord à Bonfol. La Confédération suisse, soucieuse de préserver sa neutralité et d'empêcher toute tentative des belligérants de contourner le front par l'Ajoie, y stationne des troupes pendant plus de quatre ans. Ces troupes y érigent des fortifications temporaires dans le cadre de cette mission défensive.
Cette mobilisation entraîne notamment un fort déploiement de soldats alémaniques dans la région jurassienne, qui était alors une région francophone du canton de Berne. Il convient de rappeler que le Jura, région francophone et à majorité catholique, est rattaché, contre sa volonté, au canton de Berne, germanophone et protestant, le 21 décembre 1815, ce qui engendre des tensions dès les années 1830,. La population jurassienne, craignant une « germanisation » de son territoire, réclame alors son indépendance et la création d'un canton distinct au sein de la Confédération. Par ailleurs, la population suisse-alémanique est généralement plus favorable à l'Empire allemand, tandis que les Suisses romands soutiennent la République française. Ces divergences accentuent les tensions.

### Projet de Monument national
Après la fin de la Première Guerre mondiale, celle-ci devient un prétexte pour la Société jurassienne de développement afin de relancer son projet de monument historique à ériger au col des Rangiers. Ce monument national serait dédié aux soldats mobilisés à cet endroit pendant la guerre. L'idée est lancée le 9 novembre 1919. La commande du monument est confiée à Charles L'Eplattenier, sculpteur et peintre neuchâtelois, le 29 août 1920. Ce dernier présente une première maquette de l'œuvre le 24 octobre. Le comité chargé de l'érection du monument examine le projet du 29 mai 1921 au 28 août, date à laquelle il adopte un plan de financement pour le projet.
Le 13 novembre 1921, Charles L'Eplattenier présente à la Société jurassienne de développement une maquette à taille réelle du futur Monument national.

### Financement
Le 21 janvier 1922, la Société jurassienne de développement lance un appel en faveur du Monument national. Le 11 avril 1922, le Conseil fédéral alloue une subvention de 10 000 francs suisses. Toujours en manque de financement, la Société jurassienne de développement lance un appel de souscription nationale au peuple suisse le 15 mars et 17 avril 1923, mais celui-ci ne rencontre pas le succès escompté.
Le 30 septembre 1923, la Société jurassienne de développement annonce avoir réuni la majeure partie des fonds et fixe l'inauguration du monument au 1er août 1924.

### Conception
Le monument est sculpté dans un bloc erratique, ancien monument historique déclassé, généreusement offert par Jean Gabus et provenant des forêts de Cudret, à Corcelles-Cormondrèche (NE). Au début de l'année 1922, la proposition de céder ce bloc erratique suscite quelques réticences au sein de la Commission cantonale des monuments historiques. Cependant, celle-ci finit par se rallier à l'avis favorable du géologue Émile Argand,. Le 16 septembre 1922, un nouveau bloc de granit est livré à Charles L'Eplattenier pour compléter son œuvre.
L'effondrement de l'atelier de Charles L'Eplattenier, survenu le 25 décembre 1923, ralentit les travaux de conception du monument et retarde ainsi sa date d'inauguration. Miraculeusement, la maquette de la Sentinelle des Rangiers échappe à la destruction lors de l'effondrement de l'atelier.
En août 1924, le monument est officiellement terminé. Il est chargé sur un train à La Chaux-de-Fonds le 13 août et arrive à Glovelier le 16 août Il est érigé le 17 août 1924.

### Inauguration
La statue est dévoilée lors de son inauguration le 31 août 1924, à l'occasion du dixième anniversaire de la mobilisation de l'armée suisse pendant la Première Guerre mondiale, en présence de l'ancien général suisse Ulrich Wille.
Dans les années qui suivent, sa notoriété attire un grand nombre de visiteurs, faisant d'elle une véritable figure emblématique nationale. Des excursions y sont organisées, et des groupes de motards s'y arrêtent régulièrement, fascinés par ce monument majestueux. La Sentinelle des Rangiers devient ainsi un lieu incontournable, non seulement pour les curieux et les passionnés d'histoire, mais aussi pour ceux en quête de paysages et de symboles forts.

La Sentinelle des Rangiers en 1934

Le 8 janvier 1925, le Conseil exécutif bernois inscrit la Sentinelle des Rangiers à l'inventaire des monuments historiques et la classe dans le catalogue des monuments historiques deux ans plus tard.

Publicité pour une radio Paillard datant de 1936.

Sa notoriété grandit encore davantage lors de la mobilisation de l'armée suisse pendant la Seconde Guerre mondiale. De nombreux Suisses se rendent alors sur ce monument pour exprimer leur attachement profond à leur pays et à sa neutralité. La Sentinelle des Rangiers devient un symbole puissant de la défense de l'indépendance et de la paix, attirant ceux qui souhaitent témoigner de leur solidarité nationale. Le monument sert ainsi de point de ralliement pour une population qui, face à la guerre qui fait rage en Europe, cherche à affirmer son engagement envers les valeurs de neutralité et de stabilité.

### Vandalismes des séparatistes jurassiens
En pleine période des « années de braise » de la Question jurassienne, plusieurs monuments et objets emblématiques de la culture bernoise sont pris pour cible par les séparatistes jurassiens. Perçus comme des « symboles de la mainmise du canton de Berne [...] sur les populations jurassiennes », la Sentinelle des Rangiers, la Pierre d'Unspunnen, la fontaine de la Justice à Berne et le monument de la Combourgeoisie entre Moutier et Berne font l'objet d'attaques répétées. La Sentinelle des Rangiers se retrouve d'autant plus dans le viseur des séparatistes jurassiens en raison des scandales liés à aux projets de place d'armes dans les Franches-Montagnes en 1956 et 1962 et de l'« Affaire Berberat » qui accentue de plus en plus le sentiment antimilitariste chez les séparatistes. Perçu comme un monument glorifiant la guerre, il est interprété comme une prise de position militariste de la part du gouvernement, tant cantonal que fédéral, ce qui alimente encore davantage les tensions.
Le premier acte de vandalisme recensé remonte au 20 mai 1932. Cependant, faute d’informations sur les auteurs et leurs motivations à l’époque, c’est l’attaque du 3 septembre 1962 qui est généralement considérée comme la première véritable dégradation du monument. Cette nuit-là, la Sentinelle des Rangiers est vandalisée par le Front de libération jurassien (FLJ), qui y peint un écusson jurassien ainsi que le sigle « FLJ ». Le monument est restauré le 18 septembre 1962.
Le 30 août 1964, lors de la commémoration des 25 ans de la mobilisation de l'armée suisse pendant la Seconde Guerre mondiale et des 50 ans de la mobilisation pendant la Première Guerre mondiale, environ 7 000 séparatistes jurassiens interrompent la cérémonie. Le conseiller fédéral Paul Chaudet, ministre de l’Armée, ainsi que Virgile Moine, membre du Conseil-exécutif bernois, sont pris à partie par la foule, et l’événement tourne rapidement au chaos, contraignant les autorités à écourter la cérémonie. Cette contre-manifestation propulse définitivement la Question jurassienne sur la scène nationale.
Plusieurs autres mutilations et actes de vandalisme ciblent la statue, notamment les 10 avril et 19 août 1971. Le sigle « FLJ » réapparaît à plusieurs reprises.

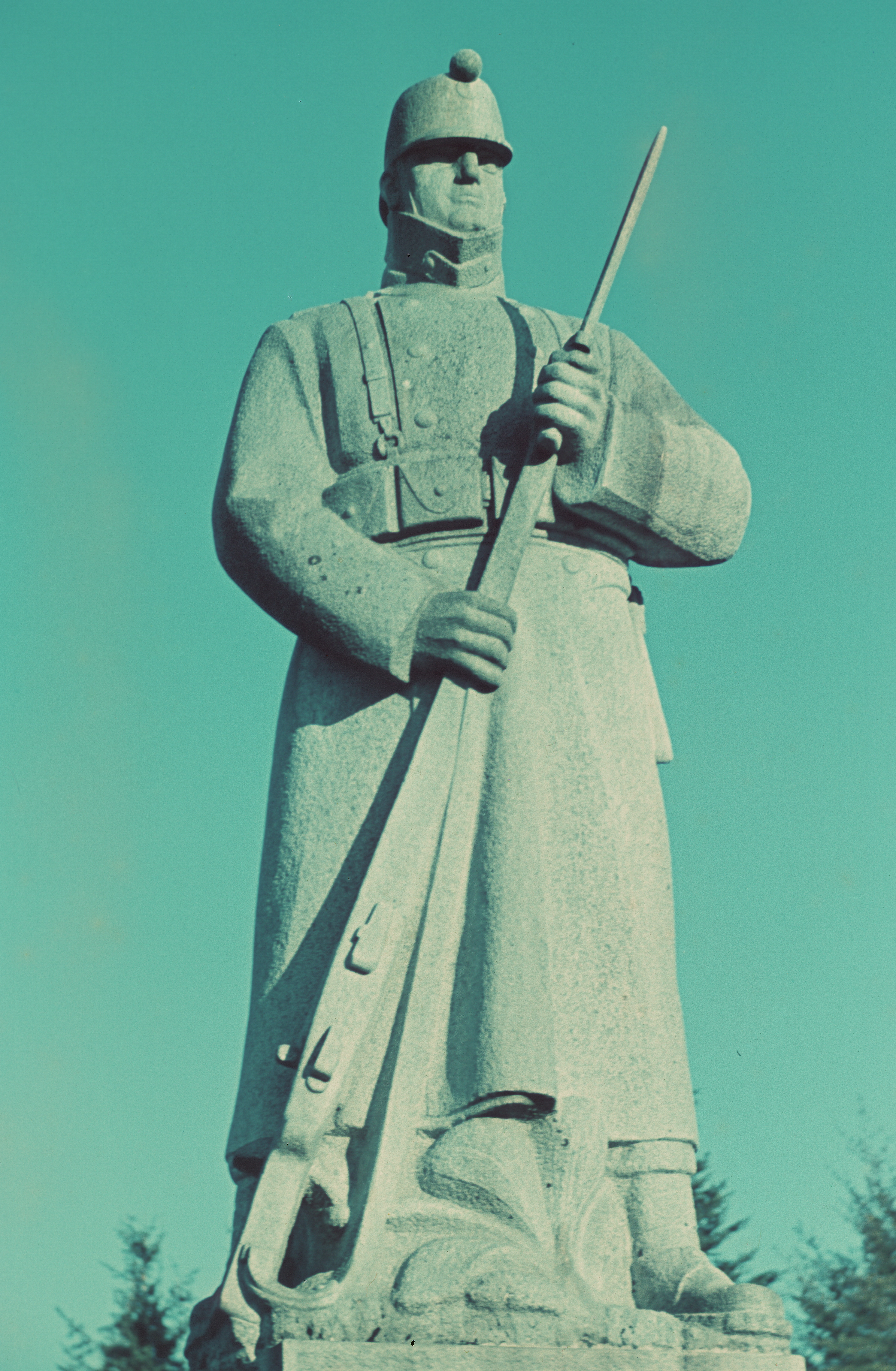
Détail de la statue en septembre 1940.

Après le plébiscite jurassien de 1974 et 1975, la création de la République et canton du Jura le 24 septembre 1978, puis son entrée en souveraineté le 1er janvier 1979, le monument devient officiellement jurassien. Cependant, ce changement n’apaise pas la rancœur des séparatistes les plus radicaux, qui continuent de voir en lui un symbole de l’oppression bernoise.
Dans la nuit du 31 mai au 1er juin 1984, la Sentinelle des Rangiers est renversée et incendiée par le Groupe Bélier. Les activistes revendiquent leur acte en demandant qu'à la place de la statue soit érigé « un monument symbolique de la victoire du 23 juin 1974 et du combat pour la réunification ». Malgré cette attaque, le monument est finalement remis en place le 27 juin. Les 22 et 23 août 1984, la police jurassienne appréhende sept militants du Groupe Bélier dans le cadre de l’abattage de la Sentinelle des Rangiers. Dès le lendemain, le Groupe Bélier, accompagné de Roland Béguelin, organise une manifestation au col des Rangiers pour protester contre leur incarcération. Dans la nuit du 26 au 27 août, la Sentinelle des Rangiers est incendiée. Les sept militants sont finalement relâchés le même jour et une ordonnance de non-lieu est rendue le 28 avril 1987.
Le 12 octobre 1985, le Groupe Bélier recueille 1 382 signatures pour une pétition exigeant le déplacement de la Sentinelle des Rangiers de son emplacement.
Le 10 août 1989, la Sentinelle des Rangiers est de nouveau renversée par le Groupe Bélier, qui la décapite cette fois. Des inscriptions, dont « DMF tue » et une croix gammée, sont également peintes sur le monument. Selon l’ancien animateur du Groupe Bélier, Jean-Marc Baume, l’objectif, cette fois-ci, est de tourner la statue afin qu’elle fasse face au canton de Berne, perçu comme le véritable « ennemi » du Jura. Cependant, la manœuvre est mal exécutée, et la statue tombe accidentellement. Par la suite, la statue est entreposée dans le dépôt des Ponts et Chaussées du Jura  à Glovelier, où elle est détruite dans un incendie criminel survenu dans la nuit du 24 au 25 février 1990.
Le 24 septembre 2004, la tête de la Sentinelle des Rangiers refait surface : des membres cagoulés du Groupe Bélier l’ont fracassée lors de la cérémonie officielle marquant le 25e anniversaire du canton du Jura, à Delémont. Les manifestants se dirigent ensuite vers la tente abritant les 200 invités du gouvernement jurassien, représentant la Confédération et les cantons, et les huent bruyamment. Parmi ces invités se trouvait le président de la Confédération, Joseph Deiss, qui venait de déclarer que l’entrée en souveraineté du Jura, 25 ans plus tôt, était « un exemple de solution pacifique d'un problème de minorité ». Le président du gouvernement jurassien, Jean-François Roth, condamne fermement l’action du Groupe Bélier, estimant qu’aucune raison ne justifiait un tel acte.

### Exposition des vestiges
À la suite de ces événements, l’École polytechnique fédérale de Zurich publie, en 1990, un rapport concluant que le monument ne pouvait pas être restauré. Les vestiges de la Sentinelle des Rangiers sont ensuite conservés dans divers entrepôts, notamment à Delémont, mais dont l’emplacement reste confidentiel afin de prévenir toute nouvelle dégradation.
Le 3 octobre 2018, le gouvernement jurassien annonce que les vestiges de la Sentinelle des Rangiers seront exposés au Musée du Mont-Repais, nommé CRAC, situé dans l'ancienne chapelle de La Caquerelle. Pour financer la rénovation du site, une campagne nationale de collecte de fonds est lancée le 11 novembre. La Sentinelle y trouve finalement sa place le 2 juillet 2024. Le nouveau musée CRAC est inauguré le 3 mai 2025. Lors de cette inauguration, une personne offre symboliquement en cadeau le pompon du képi de la statue. Présente lors de la destruction de la tête du Fritz en 2004 par le Groupe Bélier, elle récupère alors le pompon et le conserve précieusement pendant 21 ans, avant d’en faire don au musée.

## Anecdotes et culture

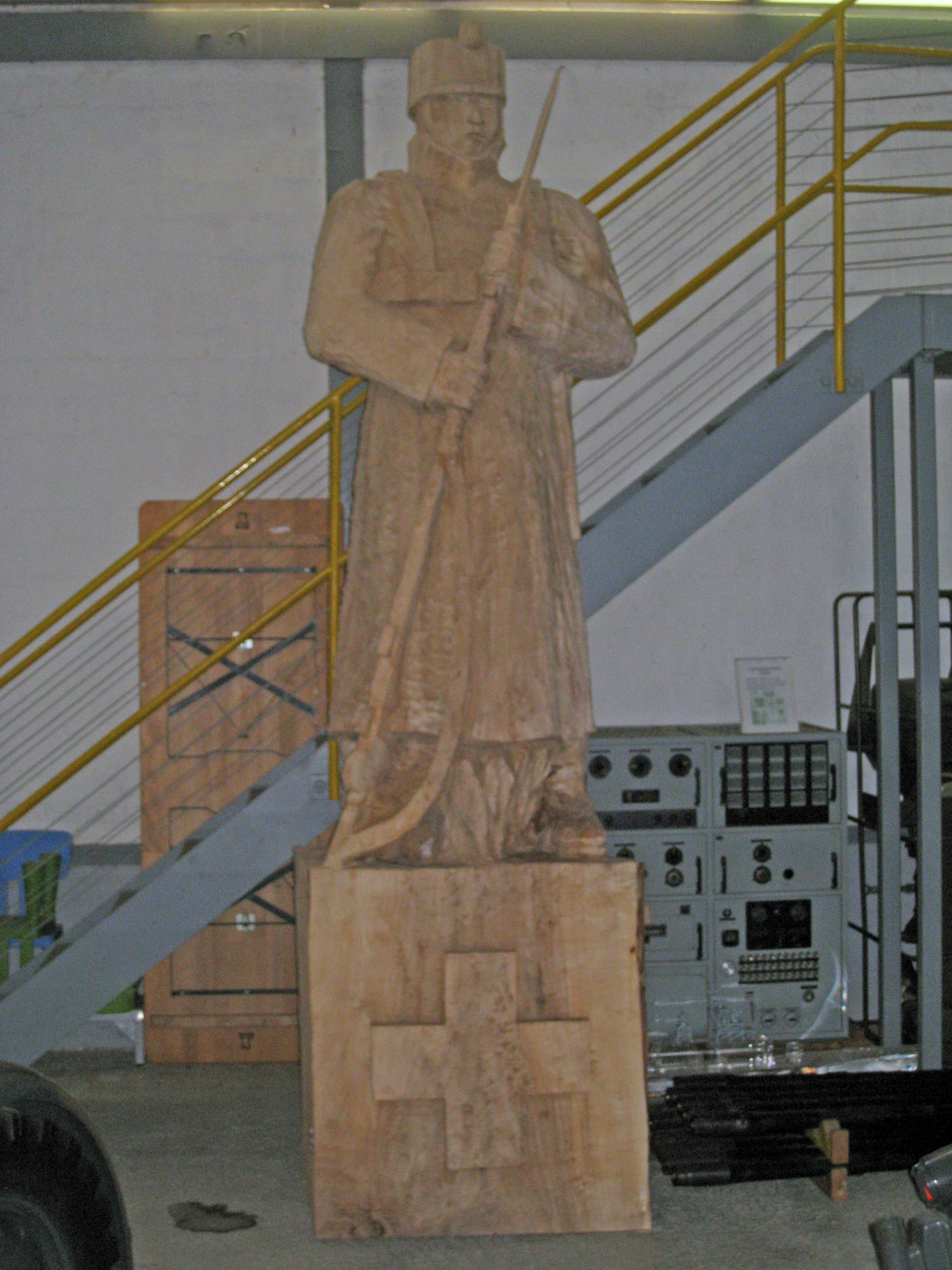
La réplique en bois de la Sentinelle des Rangiers de l'UDC.

- Une chanson populaire relatant les événements du 30 août 1964 est composée sous le titre À la Caquerelle. La Sentinelle des Rangiers y est citée dans le refrain :

« À la Caquerelle on attendait Moine et Chaudet
Aux abords de la sentinelle

On attendait, qui ça ?

Moine et Chaudet, où ça ?

À la Caquerelle »
- Le 2 décembre 2000, un fragment de la Sentinelle des Rangiers est déposé dans la vigne de Farinet, aux côtés d'autres pierres venues du monde entier[4].
- En novembre 2015, à l’approche des élections fédérales et cantonales, l’UDC du Jura décide d’installer une réplique en bois de la Sentinelle des Rangiers près de l'Hôtel des Rangiers. Cependant, cette réplique subit le même sort que l’original : elle est renversée dans la nuit[20].